# Furor Teutonicus

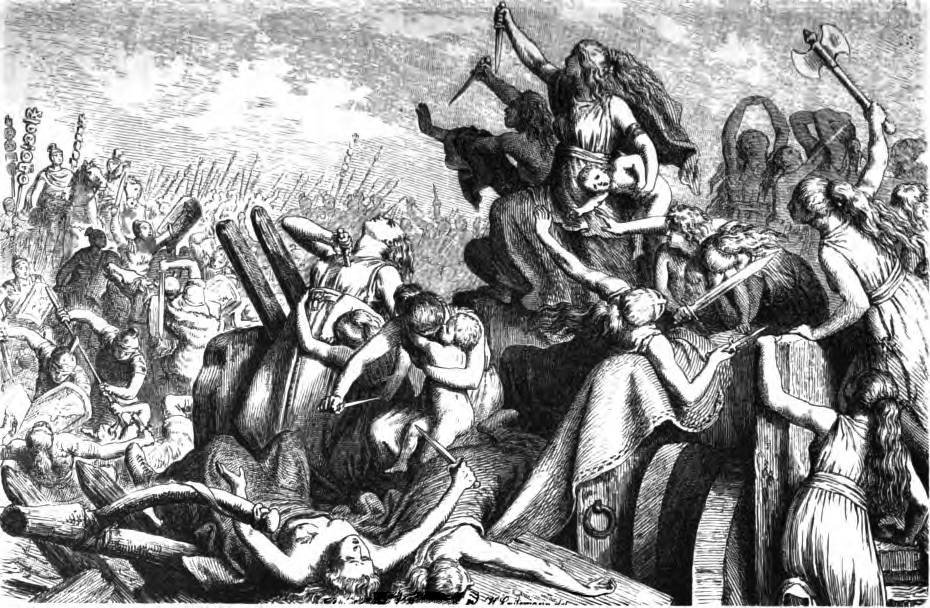
Рисунок Г. Лёйтеманна, «Furor Teutonicus», тевтонские женщины, обороняющие лагерь и кончающие жизнь самоубийством, 1882 год.

Furor Teutonicus (с лат. — «Тевтонская ярость») — латинское крылатое выражение.
Фраза может употребляться для описания воинственного духа или крайней степени возмущения и гнева. Её возникновение связано с вторжением германских племён кимвров и тевтонов на север Апеннинского полуострова около 104 года до нашей эры. Сперва римляне терпели от них тяжёлые поражения, и только в 102 году до нашей эры консулу Гаю Марию удалось разбить войско тевтонов, а год спустя и войско кимвров. Воинственный дух вторгшихся племён стал нарицательным, о чём и свидетельствует появление крылатого выражения «furor teutonicus».

## Примеры цитирования
О furor teutonicus в поэме Лукана «Фарсалия» вспоминают жители римского города Аримина, видя у своих стен перешедшее через Рубикон войско Цезаря и сетуя на то, что их город всегда первым видит армии, идущие войной на Рим.

Видели первыми здесь мы набеги сенонов и кимвров 

Марса ливийского гнев и яростный натиск тевтонов (лат. furor teutonicus) 

Сколько бы раз на Рим ни падали судеб удары, 

Здесь — дорога всех войн!

Тевтоны встретились с армиями Римской республики в Восточных Альпах около 113 года до нашей эры. Римляне под командованием консула Гнея Папирия Карбона пытались заманить племя в ловушку, но они переоценили свой военный потенциал и проиграли битву за Норею. Римляне также проиграли битву при Араузио (105 год до нашей эры) и другие менее значимые битвы, прежде чем Гай Марий начал одерживать победы над германскими племенами.
Данное выражение также упоминается в романе Валентина Пикуля «Битва железных канцлеров», в частности одна из глав романа, посвящённая описанию вторжения прусских войск во Францию во время Франко-прусской войны, так и называется — Furor teutonicus.
Выражение также встречается в романе Э. М. Ремарка «Земля обетованная»: «…гораздо большее мужество требовалось для того, чтобы молча принять смерть, а не устроить напоследок кровавую бойню в подражание классическим образцам тевтонской ярости.»